# Лист від сім'ї Клірі
«Лист від сім'ї Клірі» (англ. A Letter from the Clearys) — оповідання Конні Вілліс, вперше опубліковане в журналі «Наукова фантастика Айзека Азімова» 1982 року. Наступного року твір отримав премію «Неб'юла».

## Сюжет
Історія починається з того що дівчинка, Лінн, та її собака йдуть додому після візиту до поштового відділку. Головна героїня живе з батьками, старшим братом і сусідкою. Вона відчуває брак уваги через те що вся сім'я зайнята будівлею парнику. Також кличучи свого собаку, вона порівнює його зі своїм першим собакою. Прибувши додому, дівчинка повідомляє що вона знайшла лист від їхніх друзів — сім'ї Клірі. Ця сім'я мала приїхати до них у гості, але так і не прибула. Усі думали що лист загубили чи поклали в чужу поштову скриньку. Сім'я неохоче слухає лист, який зачитує героїня.
Місіс Клірі питає як поживає їхня сім'я, а також розповідає, що старший брат одружився і має дитину, і що заплановані відвідини прийдеться відкласти на наступний місяць.
Цей звичайний, бадьорий лист сильно засмучує сім'ю, а героїня каже що це не її провина — вона знайшла лист випадково.
В цей момент оповіді виявляється, що сім'я ховається від грабіжників і пробує вижити після ядерної війни, яка відбулась два роки тому. Відсутні члени сім'ї були в одному з місць, повністю знищених у війні, а ті, хто залишився, відчайдушно намагаються пережити ядерну зиму (звідси важливість парника) і захиститись від голодних грабіжників. Після однієї такої атаки, напруження і страх призвели до того, що батько потемки вистрілив у свою доньку, вбивши її першого собаку.
Історія закінчується тим, що батько забиває дошками закинутий поштовий відділок — знахідка іншого такого листа чи будь-якого іншого нагадування про втрачене були б нестерпними. Героїня відкриває читачу, що вона знайшла лист не випадково, а шукала його з першого дня, відколи все сталося. Лист справді поклали в чужу скриньку.

## Сприйняття
У критичних оглядах твору згадується те, як в оповіданні поступово проступає жах, що нагадує стиль Ширлі Джексон, творчість якої сильно вплинула на Конні. Також відмічається висвітлення антиутопії через вивчення сприйняття одного персонажа. Роберт Сілверберг написав, що тема наслідків ядерної війни була вагомою темою, коли Гайнлайн описував це в 1941 році, але не сьогодні. Браян Олдіс прокоментував, що Конні Вілліс потрапила під ефект патріотичної сентиментальності. Джон Кессел навпаки відмітив що основна тема оповідання — не наслідки ядерної війни, а її причини, назвавши твір «моторошно несентиментальним».

## Тлумачення
Багато читачів інтерпретували оповідання як сімейну історію з непередбачуваною кінцівкою. Але Джон Кессел в своєму есе тлумачить твір як психологічне дослідження тероризму. Хоча в творі тероризм був згаданий тільки раз, батьком, коли він розповідав Лінн свою теорію, чому почалась війна, Кессел вважає що образ терориста захований в образі головної героїні. Після розуміння обставин оповідання випадкові дрібні деталі приймають зовсім інше значення, як опік на руці Лінн, в якому вона винить брата, і дрова, які він ріже завеликими для печі, виявляються умисними, бо Лінн підозрює, що має променеву хворобу і в такий спосіб пробує приховати це від занепокоєної матері. Лінн страждає через втрату свого собаки, через те що вона сама можливо помирає, але, як і у випадку з опіком, винить сім'ю за обставини, що їй не підконтрольні. Вона мстить їм, знайшовши листа, нагадуючи скільки вони втратили, але це не зменшує її власних страждань. Кессел зазначає що ця політична алегорія логіки терориста часто залишається непоміченою.